# (29108) 1981 EG26
A (29108) 1981 EG26 a Naprendszer kisbolygóövében található aszteroida. Schelte J. Bus fedezte fel 1981. március 2-án.